# Elementi primordiali
Gli elementi primordiali sono, in geochimica, gli elementi chimici che esistono nella loro forma attuale da prima della formazione del pianeta terra, secondo l'accettata teoria dell'evoluzione stellare. Ciò implica che tali elementi abbiano almeno emivita più grande di 108 anni.
Tutti gli elementi stabili sono primordiali, come anche alcuni elementi radioattivi come il torio (la cui miscela isotopica naturale deriva ed è quasi esclusivamente composta dal torio-232, suo unico isotopo metastabile, avendo emivita di 1014 anni) o l'uranio. 
Alcuni isotopi instabili che sono presenti in natura (come il carbonio-14, il trizio, e il plutonio-239) non sono primordiali, in quanto devono essere costantemente rigenerati da una radiazione (bombardamento) stellare (nel caso del carbonio e del trizio) o da una trasmutazione geochimica (nel caso del plutonio).
In astrochimica, si segnala l'accezione più restrittiva di elementi primordiali, come gli elementi chimici più leggeri che furono sintetizzati durante la prima fase della sintesi nucleare dopo il Big Bang. Si pensa che essi siano l'idrogeno, l'elio, il litio e il berillio. Per produrre atomi più pesanti è necessaria la nucleosintesi stellare all'interno di stelle di generazioni più recenti; per questa ragione è noto che il sole non è una stella di prima generazione.